# Крупська (станція)
Кру́пська (рос. Крупская) — станція залізничного транспорту
Абаканського відділення Красноярської залізниці, на перегоні «Абакан — Мінусінськ — Курагіно». Знаходиться в Мінусінському районі Красноярського краю Сибірського федерального округу Російської Федерації.
Станція «Крупська» була створена під час будівництва залізниці «Абакан-Тайшет» у 1965 році. Одночасно зі станцією було утворене селище імені Крупської. Фактично станція є невеликим роз'їздом і зупинним пунктом електропоїздів. Розташована в сосновому борі поблизу озер Великий Кизикуль та Малий Кизикуль, що приваблює туристів з довколишніх міст — Абакана й Мінусінська. Влітку розвинений піший туризм, взимку — лижний.

## Джерело
- Железнодорожные станции СССР (Справочник). — М.: Транспорт, 1981. (рос.)